# Namboku-Linie (Tōkyō Metro)
| Namboku-Linie            | Namboku-Linie     |
| ------------------------ | ----------------- |
|                          |                   |
| Netzplan der Tokyo Metro |                   |
| Streckenlänge:           | 21,3 km           |
| Spurweite:               | 1067 mm (Kapspur) |
| Stromsystem:             | 1500 V =          |
| Streckengeschwindigkeit: | 80 km/h           |
|                          |                   |

Die Tōkyō Metro Namboku-Linie (jap. 東京メトロ南北線 Tōkyō Metoro Namboku-sen) ist eine U-Bahn-Linie des Tokioter U-Bahnnetzes. Der Linienname bedeutet Süd-Nord-Linie, da sie vom Bahnhof Meguro im Bezirk Shinagawa im Süden Tokios über 17 Zwischenstationen bis nach Akabane-Iwabuchi im Bezirk Kita (japanisch für Norden) verläuft. 
Die Kennfarbe der Namboku-Linie, etwa auf Karten oder im Orientierungs- und Leitsystem für Fahrgäste, ist smaragdgrün . Ihre Stationen tragen den Buchstaben N gefolgt von einer von Meguro fortlaufende Nummer. Die Namboku-Linie wurde als Linie 7 geplant, demnach ist ihr offizieller, selten benutzter Name Linie 7 Namboku-Linie (7号線南北線, 7-gōsen Namboku-sen).
Die meisten Züge der Namboku-Linie werden sowohl über den südlichen als auch über den nördlichen Endpunkt hinaus durchgebunden: In Meguro mit der Meguro-Linie der Tōkyū Dentetsu, welche weiter auf die Tōkyū Shin-Yokohama-Linie sowie die Sōtetsu-Hauptlinie und Sōtetsu Izumino-Linie durchbinden. So kann von der Namboku-Linie etwa Shin-Yokohama und Ebina in Kanagawa umsteigefrei erreicht werden. Am nördlichen Endpunkt in Akabane-Iwabuchi erfolgt die Weiterführung auf die Saitama Kōsoku Tetsudō. So sind umsteigefrei durchgehende Fahrten zwischen diesen Linien möglich. Trotz dieses gemeinsamen Betriebs wechselt das Fahrpersonal an diesen Punkten.

## Geschichte
Die 21,3 km lange Strecke ist eine der neueren von Tōkyō Metro, wodurch sie mit fortgeschrittener Technologie ausgestattet ist. Der Zugbetrieb wird im Einmann-Betrieb und mit Bahnsteigtüren abgewickelt. Obwohl die Linie schon 1968 geplant wurde, begann der Bau nicht vor den 1980ern, teilweise wegen der Trasse der Mita-Linie. Das erste Teilstück vom Komagome bis Akabane-Iwabuchi wurde am 29. November 1991 eröffnet.
Zu Beginn fuhren auf der Linie Triebwagen mit vier Wagen. Nach der Erweiterung bis zum Bahnhof Yotsuya im März 1996 wurden die Züge auf sechs Wagen erweitert. Die Infrastruktur der Strecke, wie die Länge der Bahnsteige in den Stationen sind auf Züge mit bis zu acht Wagen ausgelegt. Seit einiger Zeit verkehren im Mischbetrieb 6- und 8-Wagen-Züge.
Die Erweiterung zum U-Bahnhof Tameike-sannō wurde im September 1997 fertiggestellt und die bis dato letzte Verlängerung von Tameike-sannō bis Meguro am 26. September 2000. Die Trasse und Stationen zwischen Shirokane-takanawa und Meguro werden mit der Mita-Linie vom Verkehrsamt der Präfektur Tokio (Toei) geteilt, was für das Tokioter U-Bahn-Netz eine einmalige Situation darstellt. In der Vereinbarung most beneficial to the passenger („am günstigsten für den Fahrgast“) zwischen Tōkyō Metro und der Präfektur Tokio wurde der Fahrpreis dieses Abschnittes festgelegt.
Die Durchbindung zur Saitama Kōsoku Tetsudō begann bei deren Eröffnung im März 2001 und war für die Fahrt zu und von dem Saitama Stadium während der Fußball-Weltmeisterschaft 2002 verfügbar. Es gibt Pläne, diesen Betrieb eventuell über die Tōbu Noda-Linie der Tōbu Tetsudō bis zur Utsunomiya-Linie zu erweitern.

## Fahrzeuge
Für die Namboku-Linie wurden 23 Triebzüge der Baureihe 9000 mit sechs Wagen in mehreren Serien beschafft. Zuletzt wurde die 5. Serie geliefert, deren zwei Züge neben einigen technischen Änderungen auch eine neue Frontgestaltung erhalten haben. Zur Kapazitätserweiterung werden einige Züge auf acht Wagen verlängert.

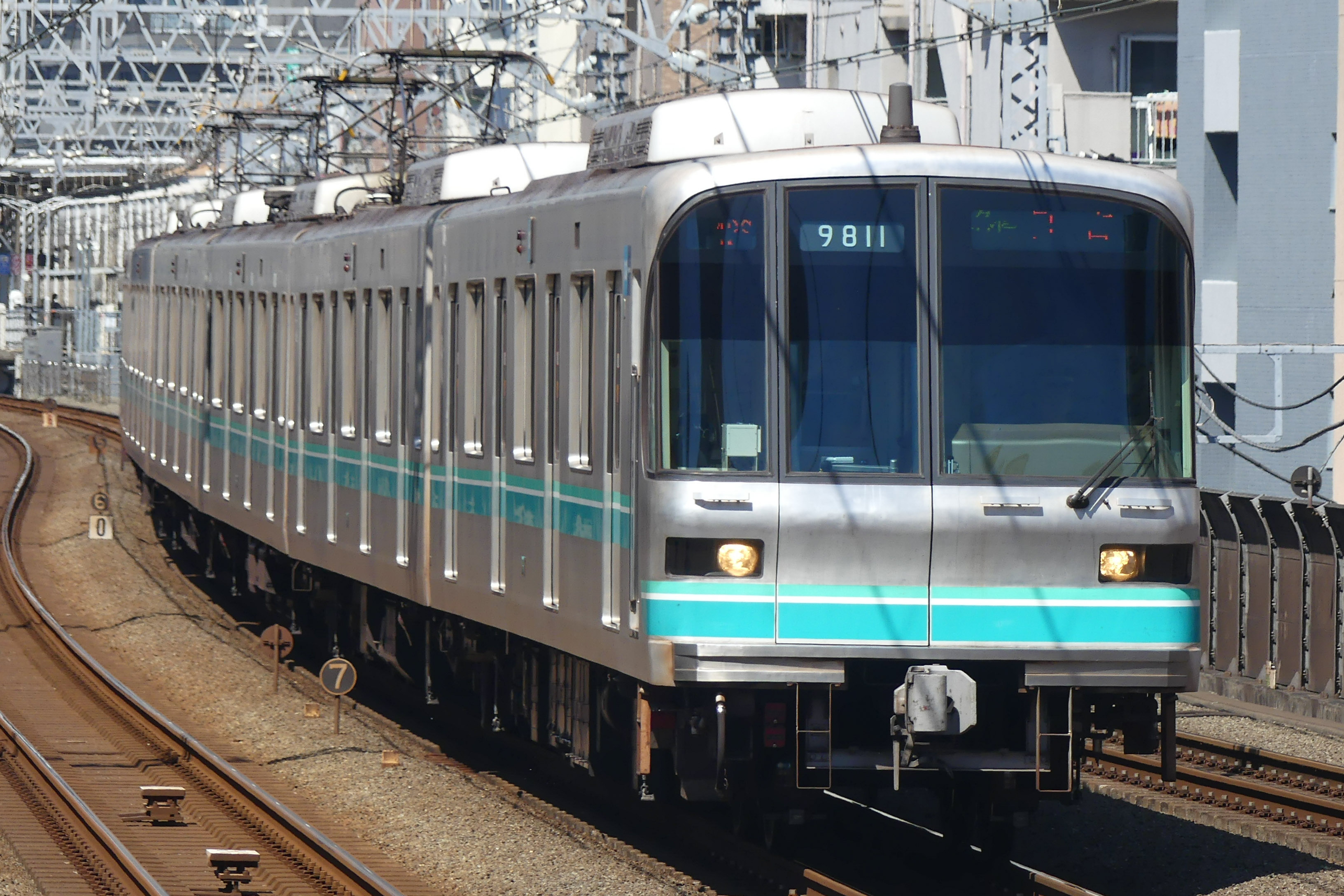
Baureihe 9000
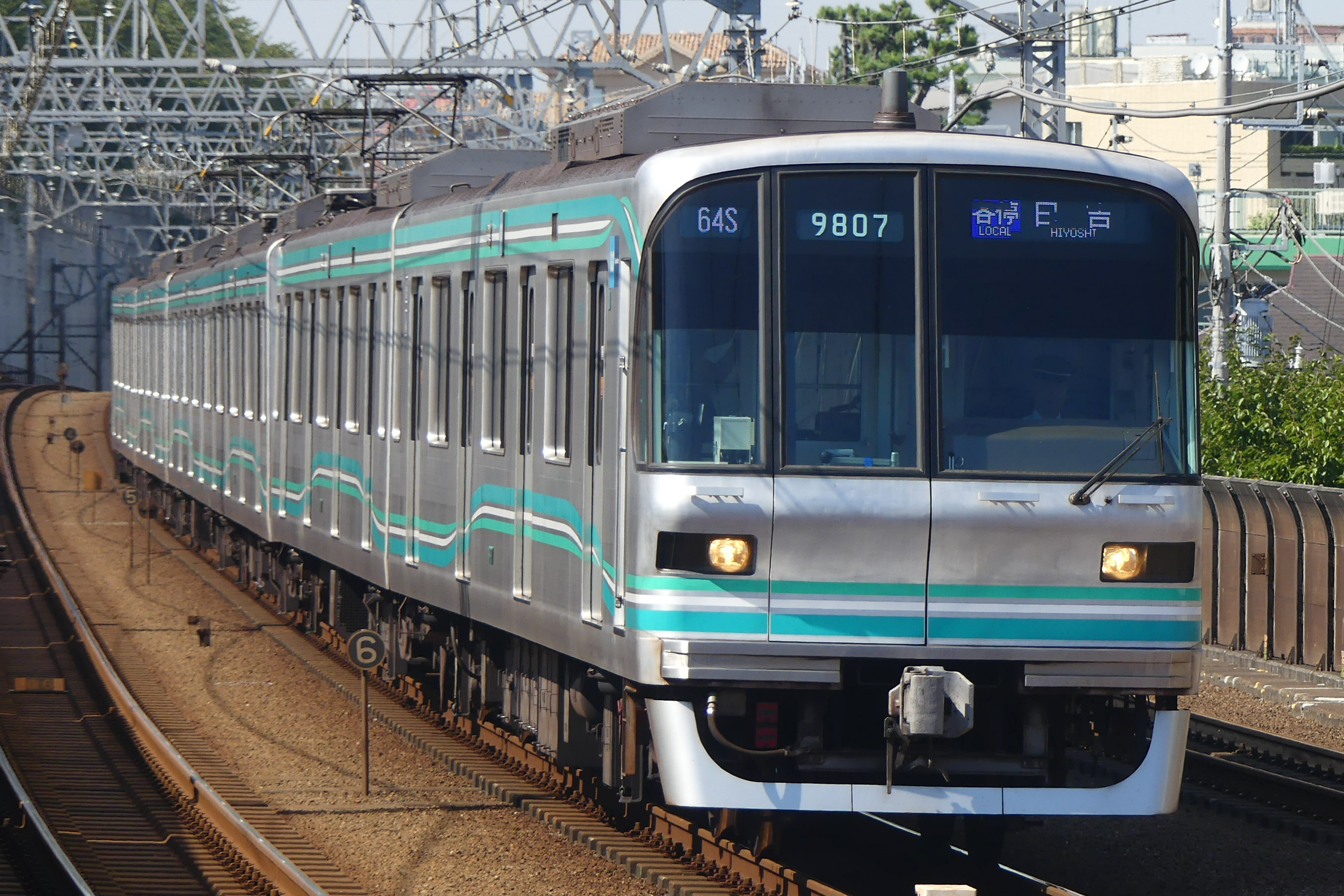
Baureihe 9000 nach Refurbishment
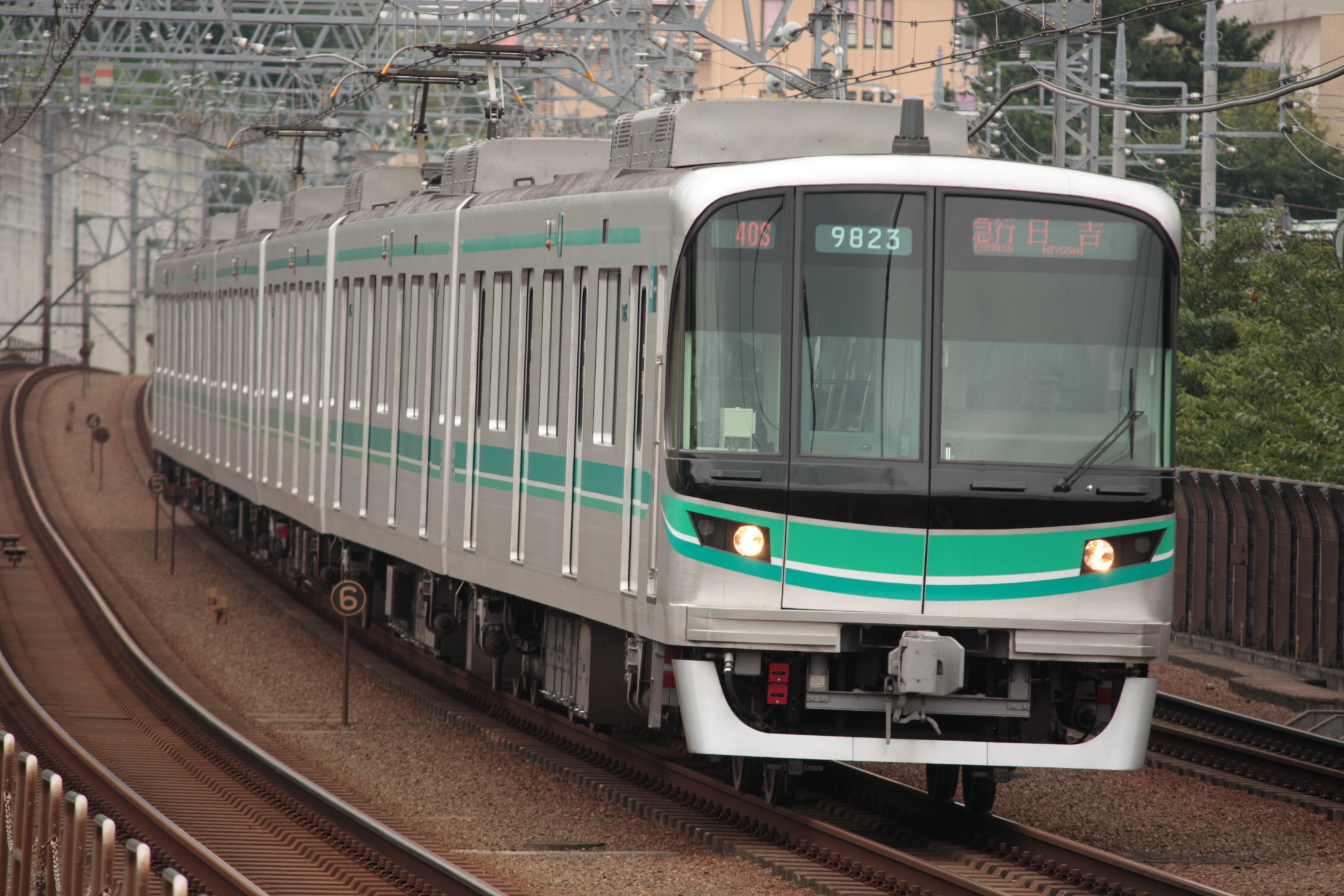
5. Serie der Baureihe 9000 mit neuer Front

Aufgrund der Durchbindung der Namboku-Linie mit der Tōkyū Dentetsu, der Sagami Tetsudō (Sōtetsu) und der Saitama Kōsoku Tetsudō verkehren auch Züge dieser Bahngesellschaften auf der Namboku-Linie. Zum Einsatz kommen die Baureihen 3000, 3020 und 5080 von Tōkyū, die Baureihe 2000 der Saitama Kōsoku Tetsudō sowie die Baureihe 21000 der Sōtetsu.

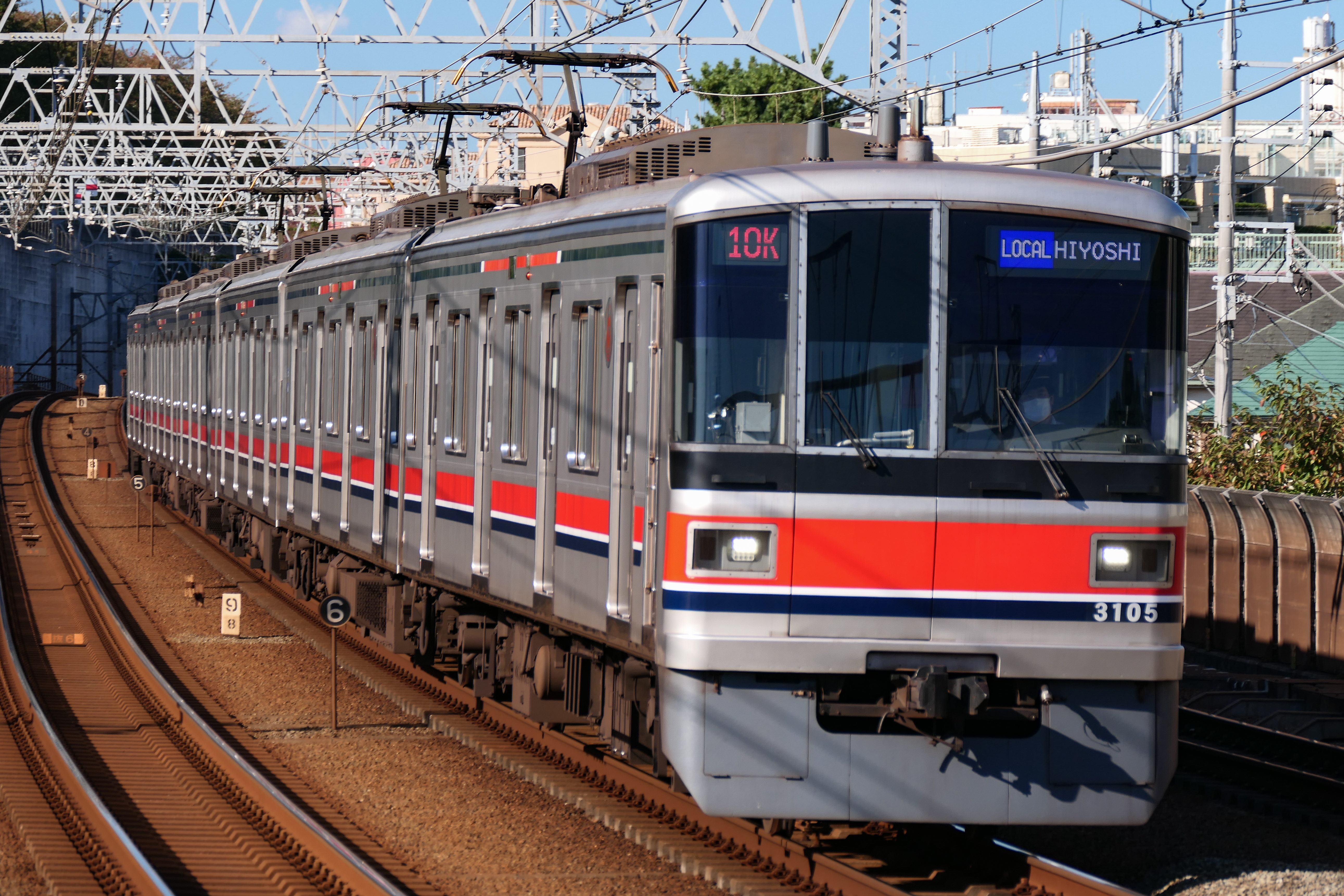
Tōkyū-Baureihe 3000
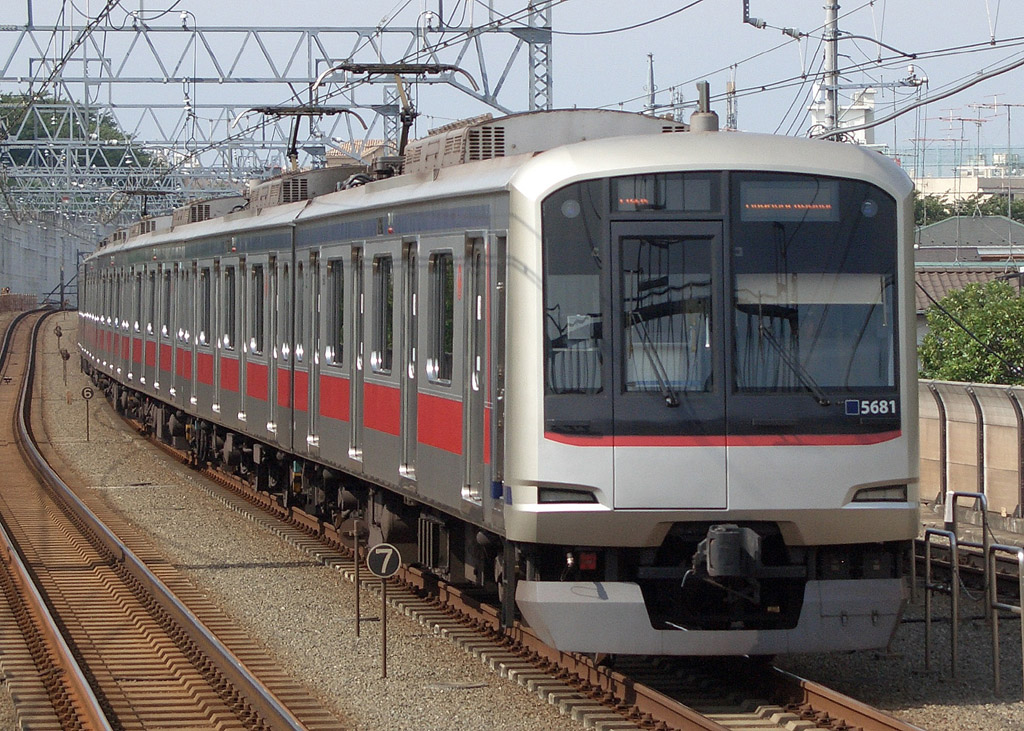
Tōkyū-Baureihe 5080
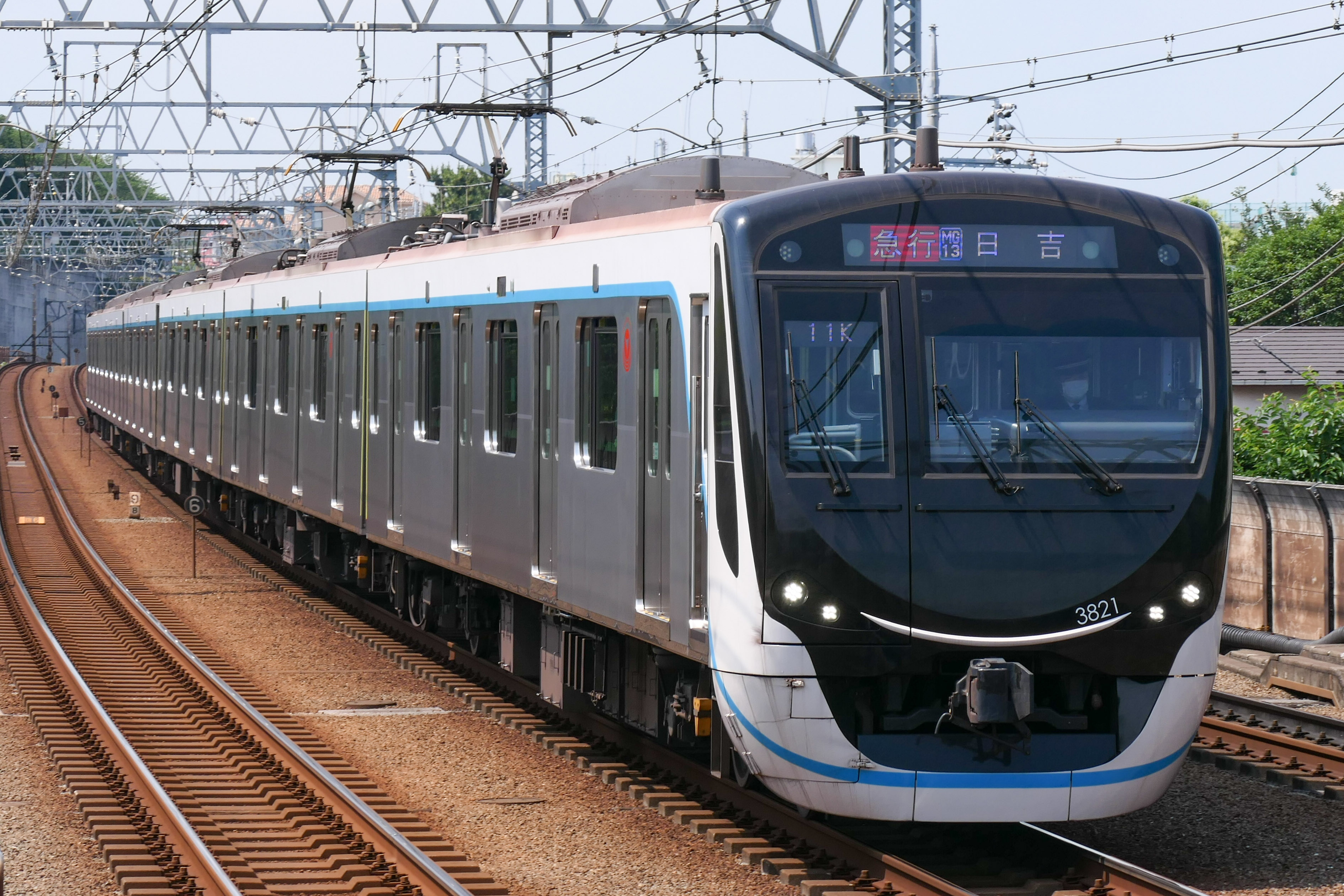
Tōkyū-Baureihe 3020
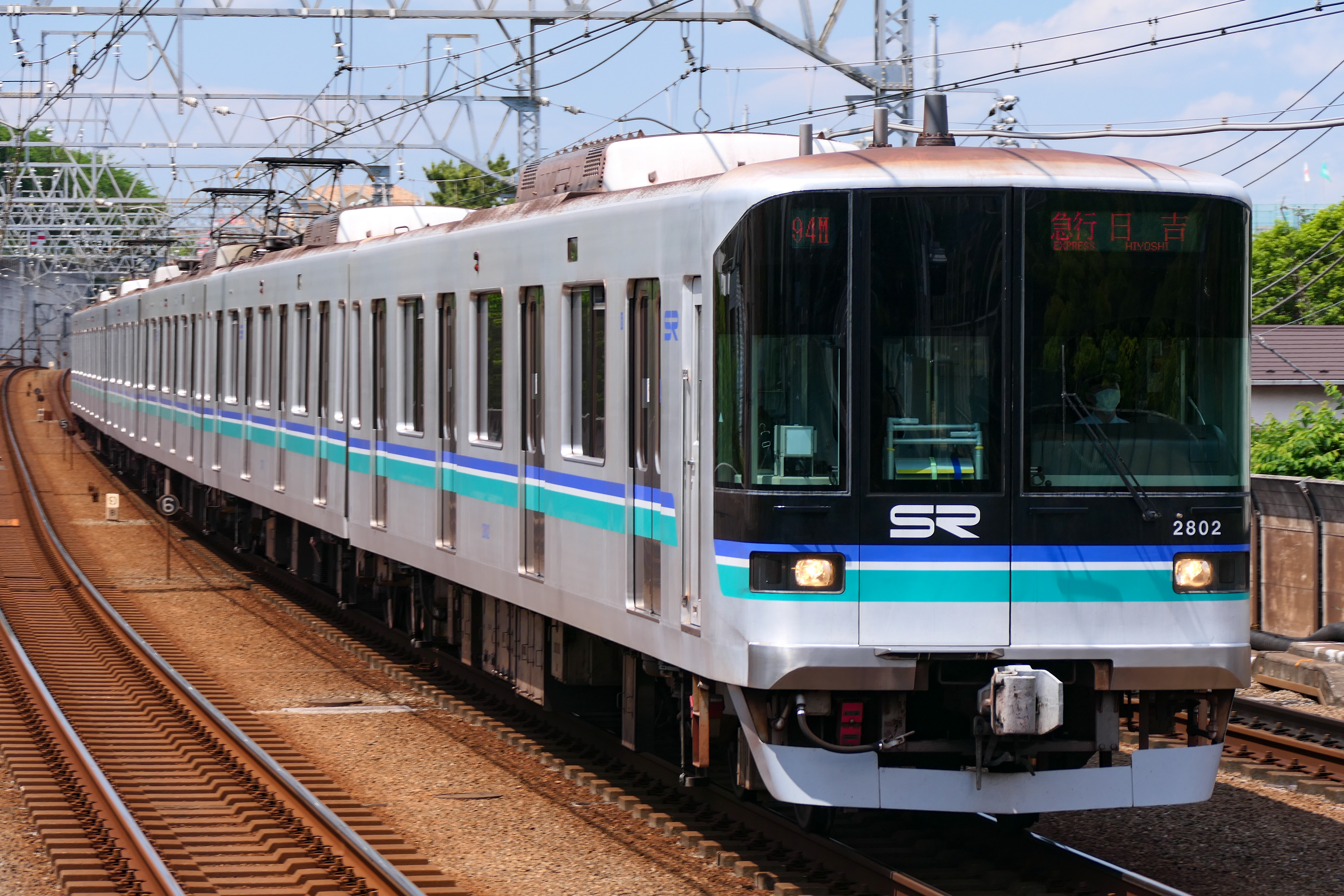
Baureihe 2000 der Saitama Kōsoku Tetsudō
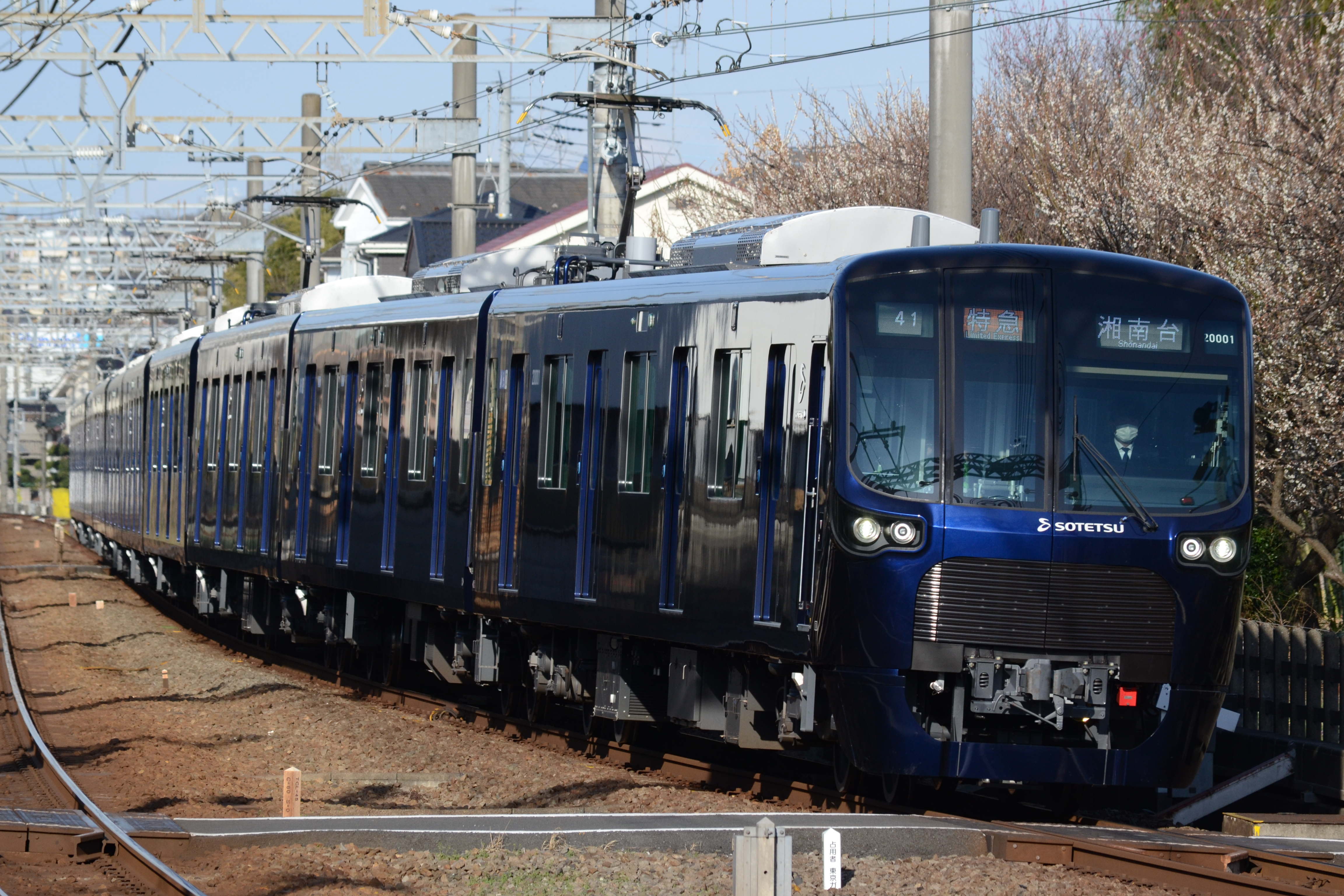
Sōtetsu-Baureihe 20000

## Stationen
| Station | Station            | km   | Umsteigemöglichkeiten | Stadtbezirk |
| ------- | ------------------ | ---- | --- | ----------- |
| N-01    | Meguro             | 0,0  | - Toei: Mita-Linie (I-01) (mitbenutzt) - Tōkyū: Meguro-Linie - JR East: Yamanote-Linie                                                                      | Shinagawa   |
| N-02    | Shirokanedai       | 1,3  | Toei: Mita-Linie (I-02) (mitbenutzt) | Minato      |
| N-03    | Shirokane-takanawa | 2,3  | Toei: Mita-Linie (I-03) (mitbenutzt) für Nishi-Takashimadaira                                                                                               | Minato      |
| N-04    | Azabu-jūban        | 3,6  | Toei: Ōedo-Linie (E-22) | Minato      |
| N-05    | Roppongi-itchōme   | 4,8  | | Minato      |
| N-06    | Tameike sannō      | 5,7  | - Tōkyō Metro: Ginza-Linie (G-06) Am U-Bahnhof Kokkai-gijidōmae: - Tōkyō Metro: - Marunouchi-Linie (M-14) - Chiyoda-Linie (C-07)                            | Chiyoda     |
| N-07    | Nagatachō          | 6,6  | - Tōkyō Metro: - Yūrakuchō-Linie (Y-16) - Hanzōmon-Linie (Z-04) Am U-Bahnhof Akasaka-mitsuke: - Tōkyō Metro: - Ginza-Linie (G-05) - Marunouchi-Linie (M-13) | Chiyoda     |
| N-08    | Yotsuya            | 7,9  | - Tōkyō Metro: Marunouchi-Linie (M-12) - JR East: Chūō-Hauptlinie (lokale Züge der Chūō-Sōbu-Linie)                                                         | Shinjuku    |
| N-09    | Ichigaya           | 8,9  | - Tōkyō Metro: Yūrakuchō-Linie (Y-14) - Toei: Shinjuku-Linie (S-04) - JR East: Chūō-Hauptlinie                                                              | Shinjuku    |
| N-10    | Iidabashi          | 10,0 | - Tōkyō Metro: - Tōzai-Linie (T-06) - Yūrakuchō-Linie (Y-13) - Toei: Ōedo-Linie (E-06) - JR East: Chūō-Hauptlinie                                           | Shinjuku    |
| N-11    | Kōrakuen           | 11,4 | - Tōkyō Metro: Marunouchi-Linie (M-22) Am U-Bahnhof Kasuga: - Toei: - Mita-Linie (I-13) - Ōedo-Linie (E-07)                                                 | Bunkyō      |
| N-12    | Tōdaimae           | 12,7 | | Bunkyō      |
| N-13    | Hon-Komagome       | 13,6 | | Bunkyō      |
| N-14    | Komagome           | 15,0 | JR East: Yamanote-Linie | Toshima     |
| N-15    | Nishigahara        | 16,4 | | Kita        |
| N-16    | Ōji                | 17,4 | - JR East: Keihin-Tōhoku-Linie Vor dem Bahnhof: - Verkehrsamt der Präfektur Tokio: Toden-Arakawa-Linie                                                      | Kita        |
| N-17    | Ōji-kamiya         | 18,6 | | Kita        |
| N-18    | Shimo              | 20,2 | | Kita        |
| N-19    | Akabane-iwabuchi   | 21,3 | Saitama Kōsoku Tetsudō | Kita        |

## Verlängerung
Eine 2,5 km lange Verlängerung vom Shirokane-Takanawa zum Bahnhof Shinagawa ist derzeit in Planung und soll Mitte der 2030er-Jahre in Betrieb gehen.